# Pollia dorbignyi
Pollia dorbignyi é uma espécie de molusco pertencente à família Buccinidae.
A autoridade científica da espécie é Payraudeau, tendo sido descrita no ano de 1826.
Trata-se de uma espécie presente no território português, incluindo a zona económica exclusiva.